# Connecteur optique LC
Pour les articles homonymes, voir LC.

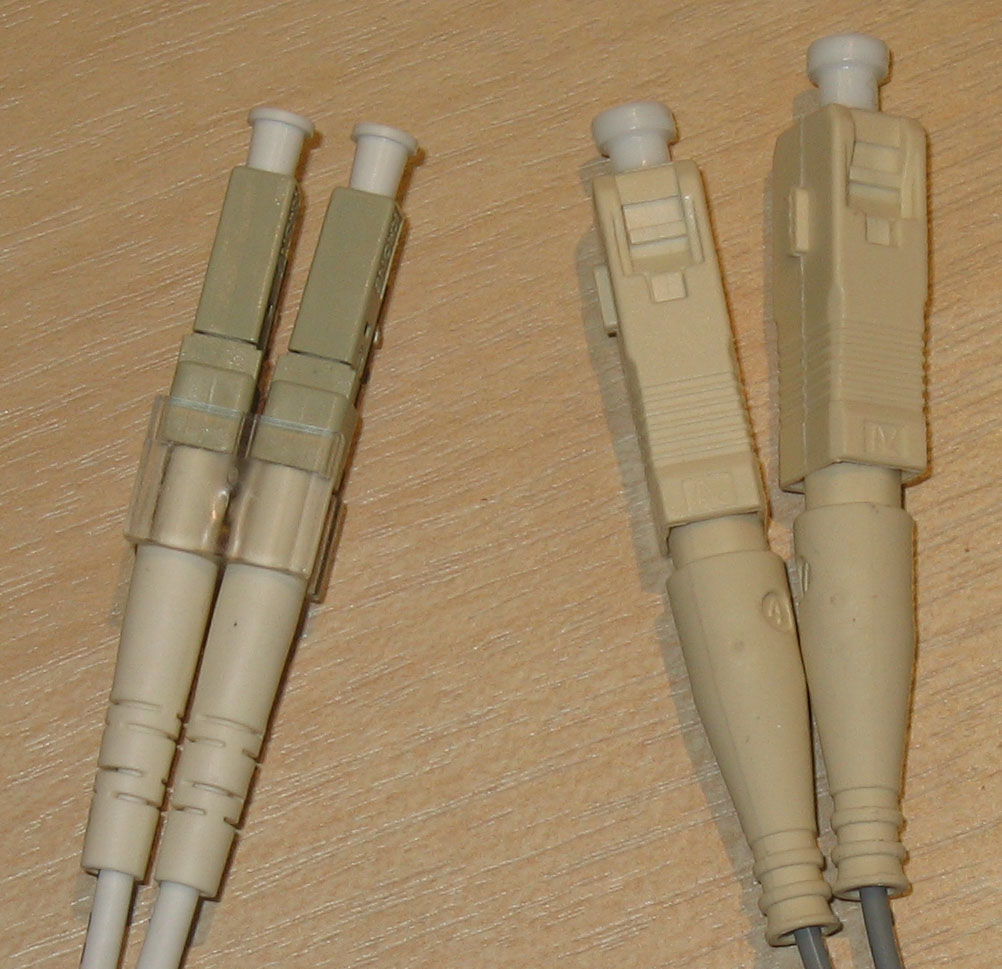
Connecteur LC (à gauche) comparé au SC (à droite)

Le connecteur optique LC fut le premier connecteur à encombrement réduit sur le marché[réf. nécessaire].
L'utilisation d'une ferrule 1,25 mm de haute qualité donne à ce connecteur des caractéristiques de très haute performance.
Il répond à la norme IEC 61754-20.